# 神父洞

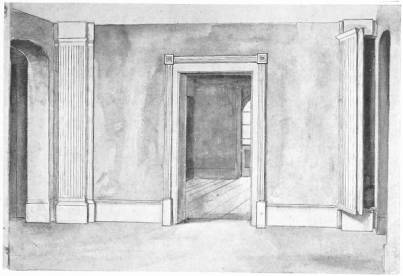
一個位於米德爾塞克斯Partingdale House 的神父洞

神父洞（英文: priest hole），又名牧師洞，是16世紀時英格蘭許多大型天主教堂中具備的設施，主要作為在英格蘭天主教徒受迫害期間，神父的藏身之處。1558年，部分天主教人士不滿伊麗莎白一世即位，甚至欲驅逐女王，致使女王對天主教徒采取一系列嚴厲的限制措施。神父洞的建立即是為了在官員搜查建築物時使神職人員得以躲藏。神父洞皆建置於隱密的處所，如牆壁中、地板下等等。許多神父洞是由耶穌會信徒尼古拉斯歐文操刀設計。

## 位置和使用
英格蘭的城堡和鄉村別墅平常就會裝設類似神父洞的設施以因應意外狀況，例如作為秘密的出口或逃生路徑等。然而，在法律迫害時期，舊天主教家庭也開始建置密室等藏身之處。這些藏身地通常設置在公寓或教堂的閣樓或隱密處，目的是隱密地進行彌撒，存放聖衣等宗教物品。1550年到1605年，壁爐、閣樓和樓梯上建造了大量的神父洞。

### 尼古拉斯·歐文
尼古拉斯·歐文（Nicholas Owen，卒于1606年）畢生竭力於建造及設計神父洞。

## 效果
神父洞使得「追捕者」（即牧師獵人）難以找到躲藏起來的神職人員們。然而，搜查隊也會帶來熟練的木匠和泥瓦匠，並仔細測量和探測牆壁及地板是否有异样。另一種策略是讓搜索者假裝離開，然後看看牧師是否會從藏身之處出來。這使得躲藏者可能因長時間的躲藏而感到極度飢餓或疼痛，有時牧師可能會因飢餓或缺氧而死亡。